# Toomas Leius
Toomas Leius, accreditato come Thomas Lejus dalla ATP (Tallinn, 28 agosto 1941 – Tallinn, 7 febbraio 2025), è stato un tennista sovietico, di origini estoni.

## Carriera
Nei tornei del Grande Slam ottenne il suo miglior risultato raggiungendo la finale del doppio misto all'Open di Francia nel 1971, in coppia con la britannica Winnie Wooldridge.
In Coppa Davis giocò un totale di 46 partite, collezionando 23 vittorie e 23 sconfitte. Per la sua dedizione nel rappresentare il proprio Paese nella competizione fu insignito del Commitment Award.

## Statistiche

### Doppio misto

#### Finali perse (1)
| Numero | Anno | Torneo                  | Superficie  | Compagna          | Avversari in finale                | Punteggio |
| 1.     | 1971 | Open di Francia, Parigi | Terra rossa | Winnie Wooldridge | Jean-Claude Barclay Françoise Dürr | 2-6, 4-6  |